# Daniel Vallverdu
Daniel « Dani » Vallverdu, né le 17 mars 1986 à Valencia, est un joueur puis entraîneur de tennis vénézuélien.

## Biographie
Il fait la connaissance d'Andy Murray alors qu'il s'entraîne à l'académie Sánchez-Casal à Barcelone. Il devient son ami et son partenaire de double sur certains tournois junior. Vallverdu a connu une brève carrière de joueur, notamment marquée par huit sélections en Coupe Davis. Il dispute avec Murray le tournoi du Queen's en double en 2008. Après des études à l'université de Miami, il devient en 2010 son sparring-partner ainsi que son entraîneur-adjoint. En 2012, il est entraîneur de l'équipe de Grande Bretagne de tennis lors des Jeux olympiques de Londres. Leur association dure jusqu'en 2014. Ils ont remporté ensemble deux tournois du Grand Chelem et une médaille d'or olympique.
Il entraîne Tomáš Berdych à partir de la saison 2015 jusqu'en mai 2016. Il devient peu après l'entraîneur de Grigor Dimitrov. Ce dernier parvient à remporter son premier Masters 1000 ainsi que l'ATP Masters Finals en 2017. Ils cessent leur collaboration en juin 2019 avant de renouer fin 2022.
En 2019, il travaille quelques mois avec Stanislas Wawrinka et Juan Martín del Potro avant d'être engagé par Karolína Plíšková pour la saison 2020.
Il est représentant des entraîneurs au conseil des joueurs de l'ATP depuis juin 2018 avant de donner sa démission en juillet 2019 en même temps que d'autres joueurs, sur fond de crise interne.
En 2023, il est le directeur du Masters Next Gen disputé à Jeddah.